# 村上義弘 (競輪選手)
村上 義弘（むらかみ よしひろ、1974年7月6日 - ）は、日本の元競輪選手、競輪評論家。京都市出身。
日本競輪学校（当時。以下、競輪学校）第73期卒業。現役時代は日本競輪選手会京都支部所属、ホームバンクは京都向日町競輪場であった。血液型はO型。

## 来歴
宇治市で育った。幼いときから競輪ファンの父親に競輪場（向日町、大津びわこ）へと連れられてきたこともあり、選手を目指すようになっていった。特に先行選手の滝澤正光に憧れていたという。
中学2年生の時(1988年)から乗り込み練習を連日続け、花園高等学校在学中より、国体の自転車競技で優勝するなど活躍する。高校3年生の時に先輩で当時現役の競輪選手であった山本真矢に紹介され、松本整と出会う。その当初は、バンク練習で松本についていくのが精一杯で、「30代（当時松本は33歳）でこんな強い選手がいるのか」と驚愕するほど、競輪選手のレベルの高さを思い知らされることとなる。
高校卒業後に第73期生として競輪学校に入学する。1994年4月9日、小倉競輪場でデビュー。S級3班へ初昇級したのは1995年前期。徹底先行を身上とする選手としてその名を高めたが、怪我などもあってなかなかS級上位で活躍する選手とはなれなかった。
しかし、GIII（平安賞）を初優勝し豊橋競輪場でふるさとダービー豊橋を制した2000年頃から、次第にその強さを増していった。

### 2002年 GI初優勝
2002年7月28日、寬仁親王牌決勝戦。この決勝戦には村上に加え、松本整、伊藤保文（2008年下期S級1班）と京都勢が3人残った。レースは村上が打鐘（残り1周半）から先行、最終的に4着となったが、その後ろをマークした松本が優勝（このレースで松本はGI優勝最年長記録を大幅に更新した）。村上自身は敗れたとはいえ、レース後は大粒の涙を流し、何度も松本と抱き合った。村上自身、競輪の厳しさ、そして努力に勝る才能はないことを教えてくれた大先輩に恩返しができたことで、「今までで一番嬉しいレース」と振り返っている。
その直後8月のふるさとダービー弥彦（弥彦競輪場）でGIIをまず制覇、そして岸和田競輪場での全日本選抜競輪を優勝、遂に念願のGIタイトルを獲得。そして、年末のKEIRINグランプリの初出場も果たした。なお、この年はオールスター競輪のファン投票（7位）で初めてドリームレースに選出されもした。
2003年にはふるさとダービー向日町（京都向日町競輪場）、一宮競輪場でのオールスター競輪、翌2004年にはふるさとダービー福井（福井競輪場）を制するなど、村上の活躍はピークを迎えるが、同11月の全日本選抜競輪（大垣競輪場）で負傷。
この後村上は極度のスランプに陥り、記念競輪（GIII）でも満足に勝てない状況が続いた。しかし2004年6月に先輩の松本整が引退してからは、正式に松本の下で指導を受けるようになり、肉体改造や走行フォームの修正などを共に取り組む。これにより次第にスランプからは脱却しつつあると評されるまでになり、2007年には日本選手権競輪で久々の決勝戦進出を果たすようになった。

### 2010年 兄弟での活躍
2009年には地元近畿地区の岸和田で行われた日本選手権競輪で決勝進出を果たし、記念競輪でも好調であったことから年間獲得賞金上位となる。2010年は自身初のS級S班格付となり、弟の博幸と共に、兄弟で同時にS級S班格付となった。同年1月の向日町記念決勝で弟博幸と連係し、自身の優勝で兄弟ワンツーフィニッシュを決める。さらに3月の日本選手権競輪（松戸競輪場）では念願のGI決勝戦兄弟同乗が実現。山崎芳仁のラインが後方に引いたところを見計らい打鐘からカマシ先行を決め、番手から追い込んだ弟博幸に初のGIタイトルをもたらした。また自身も2着に粘り、1976年のオールスター競輪での藤巻兄弟以来史上2例目のGI決勝兄弟ワンツーフィニッシュを記録した。
直後の4月に小松島競輪場で開催された共同通信社杯競輪春一番の決勝では、最終ホームからの先行でそのまま押し切り優勝し6年ぶりにGIIタイトルを獲得し、7月の寬仁親王牌決勝では市田佳寿浩に優勝へのアシストをする形で2着に入り、年間獲得賞金が1億円を突破したことから賞金枠2位でKEIRINグランプリ2010への出場（6年ぶり）を決定させ、弟の博幸と史上初の兄弟出場となった。そのグランプリ2010では弟の前を回り、自力の捲りを不発にされ7着となったものの弟の優勝をアシストする形になった。
2011年もその活躍は続き、3月の名古屋競輪場での日本選手権競輪を制覇。2003年以来8年ぶりとなるGIタイトルを奪取し、史上初となる兄弟でのダービー連覇を達成した。これにより出場権を得たKEIRINグランプリ2011は最後の直線に入った所を目の前で転倒した長塚智広に乗りあげる形で落車し再乗8着となる。

### 2012年 KEIRINグランプリ初優勝
2012年はサマーナイトフェスティバルの決勝2着を含め、GI決勝3回・GII決勝2回進出とコンスタントに成績をまとめ、年間獲得賞金上位(7位)でKEIRINグランプリ2012の出場権を得た。ところがグランプリに向けての練習中に自転車のチェーンが破断して落車し肋骨を骨折したが、それを公表した上で12月30日の本番に挑み、ゴール前まで成田和也と浅井康太との三つ巴のデッドヒートを僅かの差で制しグランプリ初優勝（歴代19人目の覇者）、兄弟でのグランプリ制覇と年間賞金王獲得を達成した。

### 2013年 - 2014年 ダービー連覇
2013年は日本選手権競輪の決勝において、早い仕掛けで各ラインの連携が交錯するなか武田豊樹の後位へスイッチした読みが当たり、最終バックで捲った武田を直線で追い込み2年ぶりのダービー優勝を果たした。
同年12月、新選手会SS11の移籍騒動が起こり、村上は長塚智広、武田豊樹と共にこの騒動を主謀したとして、日本競輪選手会より翌2014年5月1日から1年間競走出場自粛を言い渡された。その自粛期間直前、2014年3月の名古屋競輪場での日本選手権競輪決勝で、京都ラインで先行した稲垣裕之を好追し、また3番手を回った弟博幸の援護もあってダービー2連覇および3勝目を果たした。その後予定通り自粛に入ったが、後に自粛期間が3ヶ月に短縮されたことで2014年8月より復帰し、グランプリの選出要件も満たしたことからKEIRINグランプリ2014に出場できることになり（詳細はSS11 (競輪)の項を参照）、3着となる。

### 2016年 名古屋ダービー3連覇、KEIRINグランプリ2度目の制覇
2015年はタイトル獲得はならなかったが、特別競輪決勝進出2回などによる年間獲得賞金上位枠最後の8位でKEIRINグランプリ2015への出場権を獲得したが5着となる。
2016年は3月の日本選手権競輪の決勝において、三谷竜生 - 川村晃司の3番手からブロックで後方への牽制を繰り返し、自身もブロックされながら堪えて最後の直線で2段駆けの川村を差し切りダービー4勝目（名古屋ダービーでは3連覇）を果たし、吉岡稔真の大会最多優勝記録に並んだ。41歳8か月での優勝で、鈴木誠の39歳11か月（2005年3月）の大会最年長記録も更新した（その後2024年の第78回大会で、平原康多が41歳10か月で更新）。さらに、年末の大一番であるKEIRINグランプリ2016においては、同じ京都の稲垣裕之とラインを組み、残り半周で番手捲りを打ち、追いすがる武田豊樹らを振り切り優勝。自身2度目のKEIRINグランプリ制覇（山口幸二及び佐藤慎太郎に次ぐ年長勝利）と同時に、2度目の賞金王にも輝いた。

### 現役晩年
2017年は、3月の玉野記念で優勝するなど、出足こそ好調であったが、ウィナーズカップ前の練習で落車による鎖骨と肋骨の骨折で、ウィナーズカップと5月の日本選手権競輪を立て続けに欠場せざるを得ないアクシデントに見舞われた。その後5月に復帰して翌6月の高松宮記念杯では決勝に進出するも（7着）、練習や競走の落車が重なり、長期に渡る欠場も響いたためか賞金ランキングも低迷し、グランプリ出場を8年ぶりに逃し、2010年から守り続けたSS班も陥落となった。
2018年4月14日、デビューから約24年、武雄記念競輪準決勝にて通算600勝を達成（現役選手では2012年5月の小嶋敬二以来4人目）。なお、脚質登録「逃」は2月の全日本選抜競輪までで、次の静岡記念から「両」に変更。番手回りのレースも増えていた。この年は、全日本選抜と日本選手権の決勝で共に2着に入ったことなどによる年間獲得賞金上位枠(5位)で2年ぶりにKEIRINグランプリ2018への出場を果たしたが、レースは最終2センターで無念の落車棄権となった。

### 突然の現役引退
ビッグタイトルは2016年以降遠ざかったが、その後も安定した成績を残し、2021年はGIレース6大会いずれも出場した。ただ、晩年は相次ぐ落車負傷の影響で調子を落とし、2022年もS級1班格付けを維持したものの、6月の高松宮記念杯でも落車し途中欠場、さらに8月のオールスター競輪では6着、7着、8着、7着、7着と精彩を欠いたほか、9月に行われた地元・京都向日町での開設記念も病気欠場してしまう。これまで志願されても他地区の自力選手にマークすることはほぼ無かったが、1月の名古屋FIでは中部岐阜の山口拳矢の番手をまわった。
そして9月29日、JKAを通じてマスコミ各社にFAXで現役引退する旨を報告した。
2022年10月5日、日本競輪選手会本部で引退記者会見を行った。引退を決めたきっかけは、現役最後のレースとなった9月10日からの松阪FI最終日（9月12日第10レース・特選）にて1着を取ったあと出走表を改めて見ると自身の連対率が0%であったことにショックを受けたことや、その中で最終日に1着を取れたことで「心身共に完全燃焼できたと思えた」ことを理由に挙げた。10月22日には、ホームバンクであった京都向日町競輪場にてファンに向けた引退報告会を行った。
2022年10月11日、選手登録消除。通算戦績は2236戦655勝（うち優勝はGI6度・KEIRINグランプリ2度を含む91回）、生涯獲得賞金は競輪史上最高である神山雄一郎に次ぐ19億7690万3189円。

### 引退後
2023年4月1日より、スポーツ報知専属の競輪評論家とSPEEDチャンネル専属コメンテーターとしての活動を開始。評論活動以外に、時折競輪関係のイベントにゲストとして招かれており、トークショーなどに出演している。

## 家族
三人きょうだいの真ん中で姉と弟がおり、うち弟は競輪選手の村上博幸（86期）。自身の家族は、妻と三女。

## 主な獲得タイトルと記録
- 2002年 - 読売新聞社杯全日本選抜競輪（岸和田競輪場）
- 2003年 - オールスター競輪（一宮競輪場）
- 2011年 - 第64回日本選手権競輪（名古屋競輪場）
- 2012年 - KEIRINグランプリ2012（京王閣競輪場）
- 2013年 - 第66回日本選手権競輪（立川競輪場）
- 2014年 - 第67回日本選手権競輪（名古屋競輪場）
- 2016年 - 第69回日本選手権競輪（3月・名古屋競輪場）、KEIRINグランプリ2016（立川競輪場）
- 年間賞金王2回 - 2012年、2016年
- 日本選手権競輪優勝4回（吉岡稔真とタイ記録）
- ふるさとダービー優勝4回（松本整とタイ記録）
- 競輪祭連続20回出場（2018年）[46]

## 競走スタイル
デビュー以来、いわゆる「先行マニア」の典型例で、時に無謀とも言える先行を繰り返したが、そうすることによって次第に力をつけ、競輪界を代表する先行選手となった。のち村上と互角以上の選手もいる状況にあっても、本人の先行に対する気持ちは、どの選手よりも上回っていたことから、精神的な面を含めて村上を「先行日本一」と評する人は多く、本人も標榜してきた。しかし極端ともいえるこだわりを見せていた頃には自分の形を乱される奇襲攻撃に弱い面があった。
のち捲りを持つ自在選手へと変化したが、晩年も脚質は「逃」のまま（引退時点では「両」）で、場合によっては若手相手にも勝敗を超えた果敢な先行を見せることがあり、その走りそのものが「魂」「魂の走り」と呼ばれるようになった。
他に、「近畿の総大将」という呼称も浸透し、さらに「近畿の総帥」とも呼ばれた。近畿ライン結束の際には自ら認めた後輩に託し、3ないし4番手をまわるレースも出てきた。
かつては「華の京特急（みやことっきゅう）」という呼称も一部であり、KEIRINグランプリ04の際に公募で選ばれたのは「古都の風神」だった。

## エピソード
- 非常に練習熱心で真面目な性格であるが、競輪界有数の激しい気性を持つ。しかし情に熱い男であり、2002年3月の西宮競輪の最終開催となった開設記念競輪「阪急ダイヤモンド賞」で優勝した際、詰めかけた大勢の観客の前で自らの自転車を高く掲げるパフォーマンスで、西宮競輪場の最後を惜しんだ。
- 競輪選手としては珍しく、デビュー当初から引退するまで師匠がいなかった。但し、自身は弟・村上博幸の師匠ではある。また、師弟関係はなかったが最も尊敬し「心の師」と仰いでいた松本整が2004年の高松宮記念杯競輪終了後、優勝記者会見で突如引退を表明した折には、それまで松本が既に引退の意思を固めていたことを知らなかった村上は非常にショックを受け、人目もはばからず号泣した。2年後の同じレースでも、近畿の先輩である内林久徳（滋賀）が突然引退を表明したため、同じことが繰り返されてしまった。
- 根っからの自転車好きであり、趣味は練習後のサイクリングと語っていた事がある。またSPEEDチャンネルの番組で村上の自宅が取材された際には、海外製の高級自転車を数多く披露していた。内林久徳や京都所属の競輪選手らと共に（チーム名はビリキーノ BIRICHINO）、ロードレースに出場した時期もあった[58]。
- 母子家庭で育ち、中学の頃に自分の将来について考えた時に、僕がこのまま就職しても母親と姉を楽にさせたり弟・博幸を進学させることは難しいと、金を稼ぐために競輪選手への道を目指したという。
- 山口幸二（岐阜）は大先輩であり、自身の兄貴分である。山口は対照的に子供3人が全て男（うち長男が聖矢、次男が拳矢）であるため、山口が「子供同士結婚させようか?」と語った際には「（本心で語ったのではないが）まっぴら御免」と返した。
- 1歳下の市田佳寿浩（福井）を「レースを通してわかり合ってきた特別な存在」と、2011年に語っている[59]。2018年10月の彼の引退時には、「市田は血のつながりはなくても兄弟」「村上3兄弟の2番目が市田なんですよ」と表現し[60]、同月24日の奈良競輪場での市田のラストラン特別レースの発起人にもなって自らも出走した[61]。市田は山口幸二とともに、村上の引退記者会見にサプライズで登場し花束を贈呈した[40]。
- 同じ近畿地区の後輩、古性優作（大阪）は「村上（義弘）さんが作ってきてくれた競輪」と、ラインを重視した走りを尊重する発言を2023年にした[62][63]。他地区でも小野俊之[5]などの選手に村上は影響を与えた。